# Alberto Nepomuceno
Alberto Nepomuceno (født 6. juli 1864 i Fortaleza, Ceará - død 16. oktober 1920 i Rio De Janeiro, Brasilien) var en brasiliansk komponist, pianist, violinist, lærer og dirigent. Nepomuceno hører til en af de første brasilianske komponister af betydning.
I 1888 fik han mulighed for at rejse til Europa, hvor han først slog sig ned i Rom og blandt andre samarbejdede med Giovanni Sgambati. I 1890 rejste han videre til Berlin, hvor han studerede komposition med Heinrich von Herzogenberg og videreførte sine piano studier under den berømte lærer Teodor Leszetycki.
Han var personlig ven med Edvard Grieg, fra hvem han høstede en stor inspiration. Han underviste i komposition på Institutio Nacional de Musica i Rio de Janeiro, hvor han bl.a. underviste Heitor Villa-Lobos. Nepomuceno har skrevet en symfoni, orkesterværker, kammermusik, operaer, teatermusik etc.

## Udvalgte værker
- Symfoni (i G-mol) (1893) - for orkester
- Brasiliansk rapsodi (1887) - for orkester
- Flerårig scherzo  (1893) - for orkester
- Gammel suite (1893) - for orkester